# Dornes (Nièvre)
Dornes település Franciaországban, Nièvre megyében. Lakosainak száma 1458 fő (2022. január 1.). Dornes Aurouër, Saint-Ennemond, Neuville-lès-Decize, Saint-Parize-en-Viry, Toury-Lurcy és Toury-sur-Jour községekkel határos.

## Népesség
A település népességének változása:
| Lakosok száma | 1380 | 1393 | 1434 | 1430 | 1448 | 1466 | 1473 | 1480 | 1458 |
|               | 2013 | 2015 | 2016 | 2017 | 2018 | 2019 | 2020 | 2021 | 2022 |